# Kurupa
La rivière Kurupa est un cours d'eau d'Alaska, aux États-Unis située dans l'Alaska North Slope. C'est un affluent  de la rivière Colville.

## Description
Longue de 80 milles (129 km), elle prend sa source dans la chaîne Brooks, coule en direction du nord et se jette dans la rivière Colville à 21 milles (34 km) au sud-ouest de la rivière Ikpikpuk.
Elle a été référencée en 1901 par W. J. Peters et F. C. Schrader de l'United States Geological Survey. Son nom pourrait signifier canard en Eskimo (Kurugak).

## Sources
- (en) « Kurupa », Geographic Names Information System